# Беліз на літніх Олімпійських іграх 2016
Беліз на літніх Олімпійських іграх 2016 був представлений 3 спортсменами в двох видах спорту. Жодної медалі олімпійці Белізу не завоювали.

## Результати

### Легка атлетика
| Дисципліна                            | Спортсмен     | Попередній раунд | Попередній раунд | Півфінал   | Півфінал   | Фінал      | Фінал      |
| Дисципліна                            | Спортсмен     | Результат        | Місце            | Результат  | Місце      | Результат  | Місце      |
| ------------------------------------- | ------------- | ---------------- | ---------------- | ---------- | ---------- | ---------- | ---------- |
| біг на 200 метрів (чоловіки)          | Брендон Джонс | 21.49 SB         | 8                | не пройшов | не пройшов | не пройшов | не пройшов |
| біг на 100 метрів з бар'єрами (жінки) | Кеті Сілі     | 15.79            | 7                | не пройшла | не пройшла | не пройшла | не пройшла |

### Дзюдо
| Дисципліна          | Спортсмен    | 1/32 фіналу                | 1/16 фіналу         | 1/8 фіналу          | Чвертьфінал         | Півфінал            | Фінал               | Фінал      |
| Дисципліна          | Спортсмен    | Суперник/ Результат        | Суперник/ Результат | Суперник/ Результат | Суперник/ Результат | Суперник/ Результат | Суперник/ Результат |            |
| ------------------- | ------------ | -------------------------- | ------------------- | ------------------- | ------------------- | ------------------- | ------------------- | ---------- |
| до 90 кг (чоловіки) | Ренік Джеймс | Овіні Уера (NRU) L 000—100 | не пройшов          | не пройшов          | не пройшов          | не пройшов          | не пройшов          | не пройшов |